# Заповіт Орфея
«Заповіт Орфея» (фр. Le Testament d'Orphée) — чорно-білий експериментальний фільм з декількома кольоровими кадрами, знятий Жаном Кокто в 1960 році. Третій фільм зі знаменитої трилогії режисера, до якої входять стрічки «Кров Поета» (1930) та «Орфей» (1946).

## Сюжет
Жан Кокто з'являється у власній стрічці в образі сучасного (1960-х років) французького художника і поета. Подорожуючи між двома світами, різними роками ХХ століття і навіть різними епохами, він доводить, що смерті немає, а все, що гине, в мистецтві живе вічно. Волею своєї фантазії поет відроджує Орфея, але той, відродившись, не може забути найпрекраснішу з усіх жінок на світі, ім'я якої Смерть.

## В ролях
- Жан Кокто — поет Жан Кокто
- Жан Маре — Едіп
- Марія Казарес
- Франсуа Пер'є
- Юл Бріннер
- Бріжіт Бардо
- Клодіт Оже — Мінерва
- Шарль Азнавур
- Франсуаза Саган
- Едуард Дерміт — Жак Сежест
- Лючія Бозе
- Серж Лифар
- Пабло Пікассо
- Роже Вадим
- Жан-П'єр Лео — Даргелос

## Номінація
- Фільм було номіновано на премію BAFTA в категорії «Найкращий фільм» у 1961 році.